# بریستو (ویرجینیا)
بریستو (به انگلیسی: Bristow) یک منطقهٔ مسکونی در ایالات متحده آمریکا است که در شهرستان پرنس ویلیام، ویرجینیا واقع شده‌است. بریستو ۲۹٬۳۴۶ نفر جمعیت دارد.